# London Liverpool Street pályaudvar
A London Liverpool Street egy vasúti pályaudvar London belvárosában, melyet többnyire a Greater Anglia, a TfL Rail és az Overground szerelvényei használnak. A Southend és Stansted repülőtérről érkező vonatokat is ez az állomás fogadja.

## Története

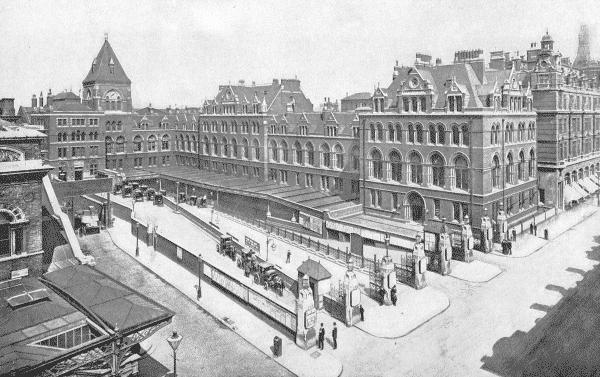
Az állomás 1896-ban

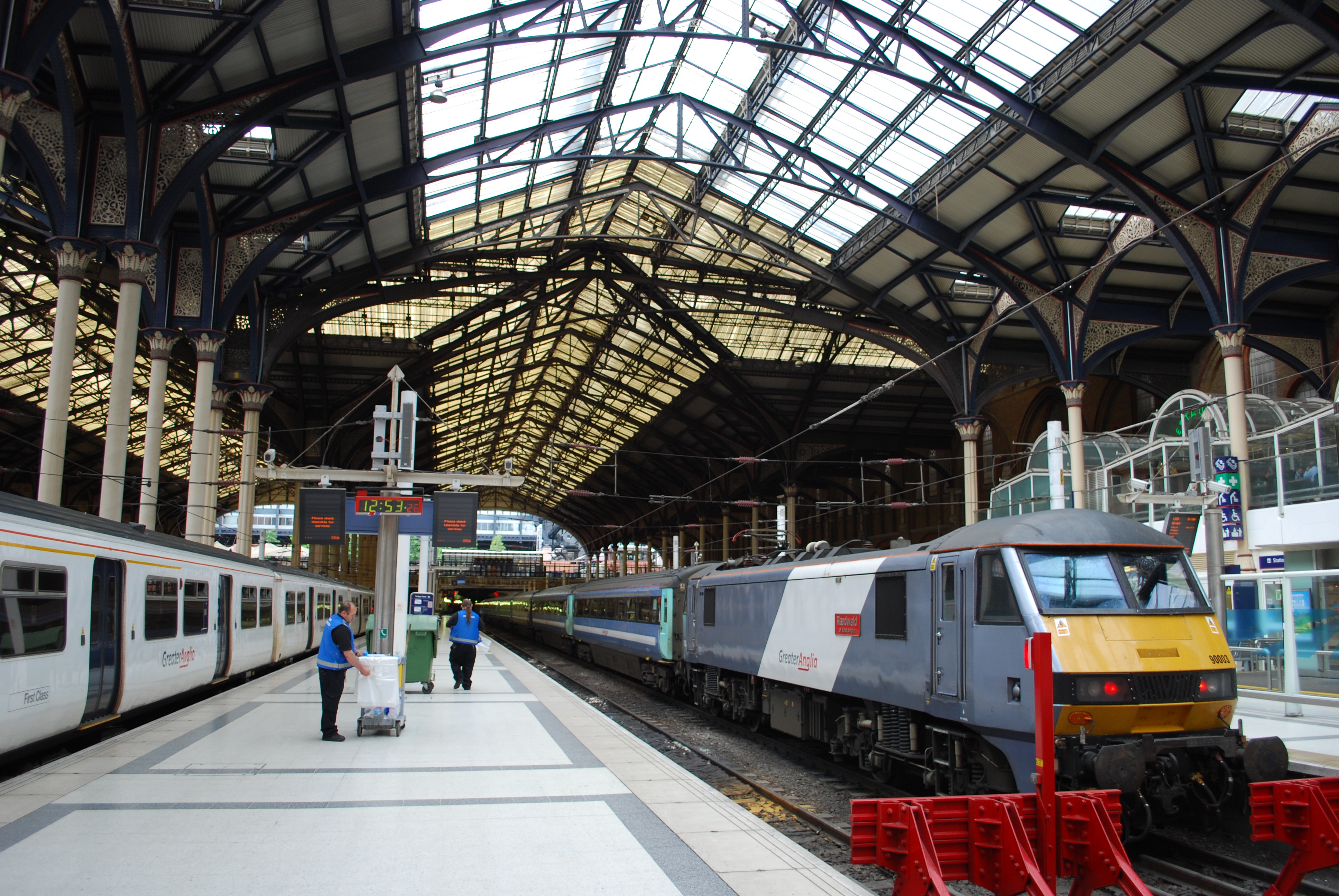
A Greater Anglia vonatai az állomáson 2012-ben

Az állomást a megszűnő Bishopsgate helyett adták át 1874. október 2-án a személyvonat számára, majd teljes körűen 1875. november 1-jén. A Metropolitan Railway szerelvényei is ezt az állomást használták, míg 1875-ben megépült az önálló metróállomás. A század végére annyira megnőtt az utasforgalom, hogy elkerülhetetlen volt a bővítés. 1890-ben kezdték el a munkálatokat és öt év alatt London legnagyobb állomásává vált: nyolc új vágányt építettek és a meglévőeket is meghosszabbították. 1912-ben naponta mintegy 1000 vonatot fogadott és 200 000 utas használta naponta. Az első világháború alatt komoly károkat szenvedett az állomás a bombázások miatt, majd a másodikban is megsérült az üvegteteje. A vasútvonalak villamosítása 1946-ban kezdődött és egyes helyeken csak 1960-ra végeztek vele. Időközben a vasút társaságokat államosították és az állomás is az állam tulajdonába került. 1975-ben a British Railways bejelentette, hogy a Broad Street és a Liverpool Street állomásokat bezárják, ám komoly ellenállásba ütközött a tervezet, ami annyira sikeres lett, hogy rombolás helyett az állomás fejlesztésébe kezdtek. A modernizált létesítményt ünnepélyes keretek között 1991. december 5-én II. Erzsébet királynő adta át. 1993. április 24-én újra megsérült az épület az IRA terrorakcióját követően. A Crossrail fejlesztési projekt ezt az állomást is érinti, a tervek szerint 2019-re adják át teljesen.

## Forgalom
| Járat          | Útvonal | Gyakoriság               |
| -------------- | --- | ------------------------ |
|                | Liverpool Street – Bethnal Green – Hackney Downs – Clapton – St. James Street – Walthamstow Central – Wood Street – Highams Park – Chingford | 15 percenként            |
|                | Liverpool Street – Bethnal Green – Cambridge Heath – London Fields – Hackney Downs – Rectory Road – Stoke Newington – Stamford Hill – Seven Sisters – Bruce Grove – White Hart Lane – Silver Street – Edmonton Green (– tovább Enfield Town vagy Cheshunt felé) | 15 percenként            |
| TfL Rail       | Liverpool Street – Stratford – Maryland – Forest Gate – Manor Park – Ilford – Seven Kings – Goodmayes – Chadwell Heath – Romford – Gidea Park – Harold Wood – Brentwood – Shenfield                                                                             | 3-10 percenként          |
|                | Liverpool Street – Tottenham Hale (– Harlow Town – Bishop’s Stortford – Stansted Mountfitchet) – Stansted Airport | 15 percenként            |
| Greater Anglia | Liverpool Street – Stratford – Chelmsford – Colchester – Manningtree – Ipswich – Stowmarket – Diss – Norwich | 30 percenként            |
| Greater Anglia | Liverpool Street – Stratford – Seven Kings – Romford – Gidea Park – Harold Wood – Brentwood – Shenfield (– tovább Southend Victoria, Southend Airport, Southminster, Braintree, Colchester és Ipswich felé)                                                     | 10-15 percenként         |
| Greater Anglia | Liverpool Street – Hackney Downs – Seven Sisters – Edmonton Green – Cheshunt – Broxbourne (– tovább Hertford, Harlow, Cambridge és King’s Lynn felé) | 30 percenként            |
| Greater Anglia | Liverpool Street – Hackney Downs – Tottenham Hale – Northumberland Park – Angel Road – Ponders End – Brimsdown – Enfield Lock – Waltham Cross – Cheshunt – Broxbourne (– tovább Hertford, Harlow, Cambridge és King’s Lynn felé)                                | 30-60 percenként         |
| c2c            | Liverpool Street – Stratford – Barking – Upminster (– tovább West Horndon vagy Ockendon felé) | 30 percenként (hétvégén) |

## Fordítás
- Ez a szócikk részben vagy egészben  a   Liverpool Street station című angol Wikipédia-szócikk fordításán alapul.  Az eredeti cikk szerkesztőit annak laptörténete sorolja fel. Ez a jelzés csupán a megfogalmazás eredetét és a szerzői jogokat jelzi, nem szolgál a cikkben szereplő információk forrásmegjelöléseként.